# Lukang

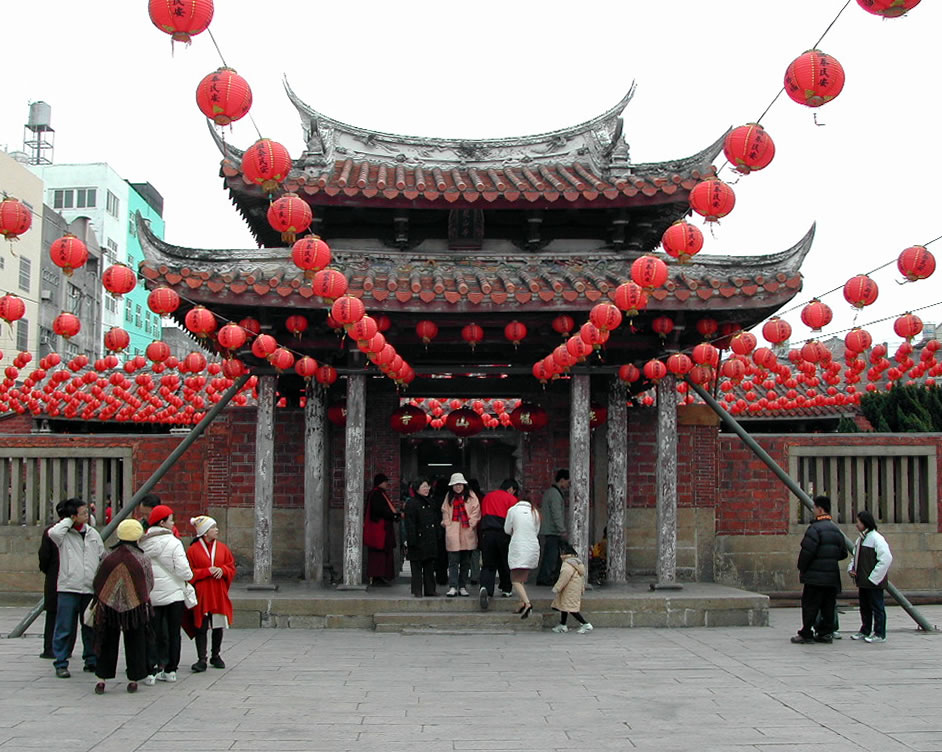
Longshan-Tempel Lukang

Lukang (chinesisch 鹿港鎮, Pinyin Lùgǎng Zhèn, W.-G. Lu-kang Chen – „Hirschhafen“) ist eine Stadtgemeinde (鎮,  Zhèn) mit etwa 85.000 Einwohnern im Landkreis Changhua im Westen Taiwans. Sie war vom 17. bis zum 19. Jahrhundert eine der wichtigsten Hafenstädte der Insel. Heute ist Lukang vor allem für seine historische Altstadt mit zahlreichen Tempeln bekannt.

## Lage
Lukang liegt im Nordwesten des Landkreises Changhua gut 10 km westlich der Kreisstadt Changhua an der Formosastraße. Um die Stadt erstreckt sich die Changhua-Ebene.

## Geschichte
Im 17. Jahrhundert nutzten die Holländer, die den Südwesten Taiwans besetzt hatten, Lukang als wichtigen Exporthafen. Der Name Lukang („Hirschhafen“) rührt daher, dass von dort Hirschfelle vor allem nach Japan verschifft wurden. Unter der Qing-Dynastie wurde der Hafen von Lukang, einer der besten Naturhäfen Taiwans an der Formosastraße, ab 1784 zum Haupthafen für den Schiffsverkehr zwischen Taiwan und der auf dem chinesischen Festland gegenüberliegenden Provinz Fujian. Zahlreiche Einwanderer vom Festland betraten in Lukang erstmals den Boden Taiwans.
Aus der Blütezeit Lukangs um 1800 stammt der Spruch 一府、二鹿、三艋舺 (erstens Fǔ, zweitens Lù, drittens Méngjiă), wobei Fǔ („Hauptstadt“, „Amtssitz“) für die damalige Inselhauptstadt Tainan, Lù für Lukang und Méngjiă für den Kern der heutigen Inselhauptstadt Taipeh steht. Lukang war nach Tainan die zweitgrößte Stadt Taiwans.
Gegen Ende des 19. Jahrhunderts verlor Lukang an Bedeutung, als der Hafen zu verlanden begann. Die zu Beginn der japanischen Herrschaft über Taiwan um 1900 gebaute Eisenbahnstrecke durch Westtaiwan verlief weiter im Landesinneren, da die Stadt Lukang den Bau einer Eisenbahn auf ihrem Gebiet ablehnte. Ebenso führten die wichtigsten Fernstraßen an Lukang vorbei, sodass die Stadt bald im Schatten wachsender Städte wie Taichung oder Changhua stand.